# كارول روبرسون
كارول روبرسون (بالإنجليزية: Carroll Roberson)‏ هو ملحن وكاهن وكاتب أمريكي، ولد في 17 يوليو 1955 في ريبلي في الولايات المتحدة.

## وصلات خارجية
- الموقع الرسمي
- كارول روبرسون على موقع ميوزك برينز (الإنجليزية)
- كارول روبرسون على موقع ديسكوغز (الإنجليزية)